# Italian Hockey League Women 2018-2019
Il Campionato italiano femminile di hockey su ghiaccio 2018-2019, ufficialmente Italian Hockey League Women 2018-2019, è stata la ventinovesima edizione di questo torneo, organizzato dalla FISG, la seconda con la nuova denominazione.

## Partecipanti
Il torneo è passato a sei squadre: tutte confermate le squadre della stagione precedente, cui si è aggiunta la novità della sezione femminile dell'HC Dobbiaco.
 Alleghe Girls
 Dobbiaco F.
 Lakers
 EV Bozen Eagles
 Como F.
 Torino Bulls F.
Il 25 ottobre 2018 il Como ha ritirato la propria formazione prima di essere riuscita a disputare alcun incontro.

## Formula
Il torneo, similmente alla stagione precedente, prevede la disputa di un girone di andata e ritorno, al termine del quale viene disputato un ulteriore girone di sola andata, con accoppiamenti determinati in base al risultato della prima fase. Le ultime due squadre classificate al termine della seconda fase verranno eliminate, mentre le altre quattro disputeranno i play-off, con semifinali e finale al meglio dei tre incontri, e con la finale per il terzo posto in gara unica.
Tanto per la regular season quanto per i play-off non sono previsti pareggi: in caso di parità al termine dei tempi regolamentari viene disputato un tempo supplementare di 5 minuti, con la regola della sudden death ed un giocatore di movimento in meno. In caso di ulteriore parità al termine del tempo supplementare, vengono effettuati i tiri di rigore.

## Regular season

### Prima fase
| Squadre         | Alleghe F.              | EV Bozen Eagles         | Como F.           | Dobbiaco F.       | Lakers           | Torino Bulls     |
| --------------- | ----------------------- | ----------------------- | ----------------- | ----------------- | ---------------- | ---------------- |
| Alleghe F.      |                         | 1:3 (24/11/2018)        |                   | 9:1 (17/11/2018)  | 8:3 (21/10/2018) | 5:2 (22/12/2018) |
| EV Bozen Eagles | 3:1 (16/12/2018)        |                         | 12:0 (12/12/2018) | 16:0 (31/10/2018) | 4:0 (02/12/2018) |                  |
| Como F.         |                         |                         |                   |                   |                  |                  |
| Dobbiaco F.     | 2:9 (01/12/2018)        | 0:9 (22/12/2018)        |                   |                   | 6:9 (06/10/2018) | 3:5 (27/10/2018) |
| HC Lakers       | 2:1 d.t.s. (09/12/2018) | 1:4 (07/12/2018)        | 7:2 (24/11/2018)  |                   | 1:6 (01/12/2018) |                  |
| Torino Bulls F. | 3:4 d.t.s. (19/01/2019) | 5:0 a tav. (29/12/2018) | 6:0 (08/12/2018)  | 3:1 (03/11/2018)  |                  |                  |

Legenda: d.t.s.= dopo i tempi supplementari; d.r.= dopo i tiri di rigore

### Seconda fase
| Squadre         | Alleghe F.        | EV Bozen Eagles  | Como F.          | Dobbiaco F.      | Lakers           | Torino Bulls            |
| --------------- | ----------------- | ---------------- | ---------------- | ---------------- | ---------------- | ----------------------- |
| Alleghe F.      |                   | 0:6 (27/01/2019) |                  |                  | 3:0 (02/02/2019) |                         |
| EV Bozen Eagles |                   |                  | 8:0 (06/02/2019) |                  | 9:1 (17/02/2019) |                         |
| Como F.         |                   |                  |                  |                  |                  |                         |
| Dobbiaco F.     | 1:10 (16/02/2019) |                  |                  |                  |                  | 2:3 d.t.s. (02/02/2019) |
| HC Lakers       |                   | 1:5 (13/02/2019) | 2:4 (23/02/2019) |                  |                  |                         |
| Torino Bulls F. | 0:4 (23/02/2019)  |                  |                  | 4:1 (26/01/2019) |                  |                         |

Legenda: d.t.s.= dopo i tempi supplementari; d.r.= dopo i tiri di rigore

### Classifica
|    |                 |          |          |          |          |          |          |          |          |
|    | Teams           | Punti    | PG       | V        | VOT      | POT      | P        | GF       | GS       |
| 1. | EV Bozen Eagles | 33       | 12       | 11       | 0        | 0        | 1        | 79       | 10       |
| 2. | Alleghe Girls   | 24       | 12       | 7        | 1        | 1        | 3        | 55       | 26       |
| 3. | Torino Bulls F. | 21       | 12       | 6        | 1        | 1        | 4        | 38       | 34       |
| 4. | Lakers          | 8        | 12       | 2        | 1        | 0        | 9        | 28       | 62       |
| 5. | Dobbiaco F.     | 4        | 12       | 1        | 0        | 1        | 10       | 21       | 89       |
| -. | Como F.         | ritirata | ritirata | ritirata | ritirata | ritirata | ritirata | ritirata | ritirata |

Legenda: PG = partite giocate; V = vittorie conseguite nei tempi regolamentari; VOT= vittorie conseguite ai tempi supplementari o ai rigori; POT = sconfitte subite ai tempi supplementari o ai rigori; P = sconfitte subite nei tempi regolamentari; GF = reti segnate; GS = reti subite

## Play-off

### Tabellone
|  | Semifinali | Semifinali      | Semifinali      | Semifinali | Semifinali |  |  | Finale          | Finale          | Finale          | Finale          | Finale |  |
|  |            |                 |                 |            |            |  |  |                 |                 |                 |                 |        |  |
|  | 1          | EV Bozen Eagles | EV Bozen Eagles | 6          | 13         |  |  |                 |                 |                 |                 |        |  |
|  | 4          | Lakers          | Lakers          | 1          | 3          |  |  | EV Bozen Eagles | EV Bozen Eagles | 4               | 2               | 0      |  |
|  | 2          | Alleghe Girls   | Alleghe Girls   | 5          | 4          |  |  | Alleghe Girls   | Alleghe Girls   | 3               | 3†              | 3      |  |
|  | 3          | Torino Bulls F. | Torino Bulls F. | 0          | 0          |  |  |                 |                 |                 |                 |        |  |
|  |            |                 |                 |            |            |  |  |                 |                 |                 |                 |        |  |
|  |            |                 |                 |            |            |  |  | Finale 3º posto |                 |                 |                 |        |  |
|  |            |                 |                 |            |            |  |  |                 |                 |                 |                 |        |  |
|  |            |                 |                 |            |            |  |  | Torino Bulls F. | Torino Bulls F. | Torino Bulls F. | Torino Bulls F. | 6      |  |
|  |            |                 |                 |            |            |  |  | Lakers          | Lakers          | Lakers          | Lakers          | 1      |  |

Legenda: † - partita terminata ai tempi supplementari; ‡ - partita terminata ai tiri di rigore

### Incontri

#### Semifinali
Gara 1 si è giocata in casa della squadra peggio classificata (le Torino Bulls hanno indicato il Palaghiaccio di Padova), mentre gara 2 e l'eventuale gara 3 in casa della squadra meglio classificata (le Alleghe Girls hanno indicato per gara 2 lo stadio di Feltre)

##### Gara 1
| Arbitri: | Giovanni Strazzabosco Michele Slaviero |

|  |           | |
|  | Marcatori | 1:34 Campo Bagatin (Dalprà) 9:49 Palmieri (Campo Bagatin) 38:05 Toffano (R. Roccella) 47:59 Zandegiacomo (R. Roccella, De Rocco) 53:47 Da Rech |

| Arbitri: | Federico Giacomozzi Walter Zuccatti |

|                                    |           | |
| Kristo (Perathoner, Theiner) 39:08 | Marcatori | 5:07 Elliscasis (Bonafini) 18:26 Furlani (Gius, Stocker) 26:20 Gius 34:26 Bettarini (Furlani, Pinkney) 43:50 Stocker (Furlani, Bettarini) 57:58 Furlani (Gius) |

##### Gara 2
| Arbitri: | Omar Piniè Luca Cassol |

| |           |  |
| Dalprà 10:52 R. Roccella (Da Recuperare) 22:23 Dalprà (Toffano, Zandegiacomo) 28:49 Toffano (Zandegiacomo) 55:05 | Marcatori |  |

| Arbitri: | Federico Fecchio Thomas Egger |

| |           |                                                                                     |
| Stocker (Furlani) 1:01 Bonafini (Elliscasis) 6:44 Elliscasis (Pinkney) 23:22 Bonafini (Gius) 27:12 Elliscasis (Stocker) 35:00 Stocker 36:12 Bonafini 37:42 Gius (Bonafini) 41:30 Bonafini (Elliscasis) 44:27 Stocker (Furlani, Pinkney) 49:42 Bonafini 57:49 Gius 58:00 Gius 58:58 | Marcatori | 7:05 B. Larger (Florian) 44:54 Theiner (B. Larger) 50:12 B. Larger (Theiner, Egger) |

#### Finale 3º posto
| Arbitri: | Jessica Brambilla Danielle Rostan |

| |           |                                         |
| Carignano (De La Forest) 2:31 Saletta (Mazzocchi) 27:40 Saletta (Mazzocchi, Ricca) 44:36 De La Forest 47:49 De La Forest (Mazzocchi, Giovenzana) 50:27 Mazzochi (De La Forest) 54:08 | Marcatori | 40:39 B. Larger (Gasperini, Prossliner) |

#### Finale

##### Gara 1
| Arbitro: | Mirco Da Pian |

|                                                                                             |           |                                                                                                 |
| Zandegiacomo (Toffano, De Rocco) 5:52 Roccella (Campo Bagatin) 21:12 Mattivi (Dalprà) 52:35 | Marcatori | 8:27 Gius (Perry, Bettarini) 22:41 Bettarini (Perry) 44:48 Elliscasis 49:45 Callovini (Stocker) |

##### Gara 2
| Arbitro: | Federico Stefanelli |

|                           |                |                                                         |
| Bonafini 35:17 Gius 58:35 | Marcatori      | 33:02 Mattivi 33:47 Dalprà (Zandegiacomo) rig. Roccella |
|                           | Shootout 0 – 2 |                                                         |

##### Gara 3
| Arbitro: | Thomas Egger |

|  |           |                                                                            |
|  | Marcatori | 10:10 Dalprà (Toffano) 39:00 Mattivi (Toffano) 59:33 Zandegiacomo (Dalprà) |

Le Alleghe Hockey Girls vincono il loro primo scudetto, interrompendo l'egemonia dell'EV Bozen Eagles, vincitrici degli ultimi nove titoli italiani.

## Classifica marcatori

### Marcatori Regular season - Prima fase
| Giocatore                                              | Squadra         | PG | Gol | Assist | Punti |
| ------------------------------------------------------ | --------------- | -- | --- | ------ | ----- |
| Eleonora Dalprà                                        | Alleghe Girls   | 8  | 14  | 11     | 25    |
| Eleonora Bonafini                                      | EV Bozen Eagles | 7  | 10  | 8      | 18    |
| Hanna Elliscasis                                       | EV Bozen Eagles | 6  | 7   | 9      | 16    |
| Federica Zandegiacomo                                  | Alleghe Girls   | 8  | 7   | 7      | 14    |
| Samantha Gius                                          | EV Bozen Eagles | 7  | 10  | 3      | 13    |
| Anna De La Forest                                      | Torino Bulls F. | 7  | 7   | 6      | 13    |
| Beatrix Larger                                         | Lakers          | 8  | 9   | 3      | 12    |
| Silvia Toffano                                         | Alleghe Girls   | 8  | 9   | 3      | 12    |
| Silvia Carignano                                       | Torino Bulls F. | 7  | 4   | 6      | 10    |
| Valentina Bettarini                                    | EV Bozen Eagles | 6  | 4   | 6      | 10    |
|                                                        |                 |    |     |        |       |
| fonte Archiviato il 27 marzo 2019 in Internet Archive. |                 |    |     |        |       |

### Marcatori Regular season - Seconda fase
| Giocatore                                              | Squadra         | PG | Gol | Assist | Punti |
| ------------------------------------------------------ | --------------- | -- | --- | ------ | ----- |
| / Chelsea Furlani                                      | EV Bozen Eagles | 4  | 5   | 8      | 13    |
| Shelby Perry                                           | EV Bozen Eagles | 2  | 6   | 3      | 9     |
| Eleonora Dalprà                                        | Alleghe Girls   | 4  | 4   | 4      | 8     |
| Lea Mair                                               | Dobbiaco F.     | 4  | 4   | 2      | 6     |
| Rebecca Roccella                                       | Alleghe Girls   | 3  | 2   | 4      | 6     |
| Samantha Gius                                          | EV Bozen Eagles | 4  | 5   | 0      | 5     |
| Sara Maria Magnanini                                   | EV Bozen Eagles | 4  | 3   | 2      | 5     |
| Franziska Stocker                                      | EV Bozen Eagles | 4  | 4   | 0      | 4     |
| Federica Zandegiacomo                                  | Alleghe Girls   | 4  | 3   | 1      | 4     |
| Mara Da Rech                                           | Alleghe Girls   | 4  | 1   | 3      | 4     |
| Silvia Toffano                                         | Alleghe Girls   | 3  | 2   | 2      | 4     |
| Anna De La Forest                                      | Torino Bulls F. | 3  | 0   | 4      | 4     |
|                                                        |                 |    |     |        |       |
| fonte Archiviato il 27 marzo 2019 in Internet Archive. |                 |    |     |        |       |

### Marcatori Play-off
| Giocatore                                              | Squadra         | PG | Gol | Assist | Punti |
| ------------------------------------------------------ | --------------- | -- | --- | ------ | ----- |
| Samantha Gius                                          | EV Bozen Eagles | 5  | 6   | 3      | 9     |
| Eleonora Bonafini                                      | EV Bozen Eagles | 5  | 6   | 2      | 8     |
| Franziska Stocker                                      | EV Bozen Eagles | 5  | 4   | 3      | 7     |
| Eleonora Dalprà                                        | Alleghe Girls   | 5  | 4   | 3      | 7     |
| Hanna Elliscasis                                       | EV Bozen Eagles | 5  | 4   | 2      | 6     |
| Federica Zandegiacomo                                  | Alleghe Girls   | 5  | 3   | 3      | 6     |
| / Chelsea Furlani                                      | EV Bozen Eagles | 5  | 2   | 4      | 6     |
| Silvia Toffano                                         | Alleghe Girls   | 5  | 2   | 4      | 6     |
|                                                        |                 |    |     |        |       |
| fonte Archiviato il 27 marzo 2019 in Internet Archive. |                 |    |     |        |       |

## Classifica portieri
Vengono riportati i dati relativi alle giocatrici che hanno disputato almeno il 40% dei minuti della propria squadra.

### Portieri Regular season - prima fase
| Giocatore                                              | Squadra         | PD | PG | TOI    | GAA  | Sv%  |
| ------------------------------------------------------ | --------------- | -- | -- | ------ | ---- | ---- |
| Martina Marangoni                                      | EV Bozen Eagles | 7  | 4  | 240:00 | 0,25 | 97,6 |
| Daniela Klotz                                          | EV Bozen Eagles | 7  | 3  | 180:00 | 0,67 | 96,0 |
| Sara Belli                                             | Torino Bulls F. | 7  | 7  | 334:06 | 2,87 | 92,4 |
| Rita Flor                                              | Lakers          | 4  | 4  | 240:34 | 2,49 | 91,9 |
| Elisa Biondi                                           | Alleghe Girls   | 8  | 8  | 435:55 | 2,20 | 91,9 |
|                                                        |                 |    |    |        |      |      |
| fonte Archiviato il 27 marzo 2019 in Internet Archive. |                 |    |    |        |      |      |

### Portieri Regular season - seconda fase
| Giocatore                                              | Squadra         | PD | PG | TOI    | GAA  | Sv%  |
| ------------------------------------------------------ | --------------- | -- | -- | ------ | ---- | ---- |
| Daniela Klotz                                          | EV Bozen Eagles | 4  | 2  | 120:00 | 0,50 | 97,0 |
| Sara Belli                                             | Torino Bulls F. | 4  | 4  | 215:50 | 3,61 | 92,4 |
| Elisa Biondi                                           | Alleghe Girls   | 4  | 4  | 239:42 | 1,75 | 92,2 |
| Martina Marangoni                                      | EV Bozen Eagles | 4  | 2  | 120:00 | 0,50 | 90,0 |
| Rita Flor                                              | Lakers          | 4  | 4  | 240:00 | 4,00 | 88,7 |
|                                                        |                 |    |    |        |      |      |
| fonte Archiviato il 27 marzo 2019 in Internet Archive. |                 |    |    |        |      |      |

### Portieri Play-off
| Giocatore                                              | Squadra         | PD | PG | TOI    | GAA  | Sv%  |
| ------------------------------------------------------ | --------------- | -- | -- | ------ | ---- | ---- |
| Elisa Biondi                                           | Alleghe Girls   | 5  | 5  | 305:00 | 1,18 | 95,5 |
| Sara Belli                                             | Torino Bulls F. | 3  | 3  | 149:18 | 3,62 | 90,3 |
| Daniela Klotz                                          | EV Bozen Eagles | 5  | 3  | 181:28 | 2,65 | 87,5 |
| Martina Marangoni                                      | EV Bozen Eagles | 5  | 2  | 120:00 | 2,00 | 83,3 |
| Rita Flor                                              | Lakers          | 3  | 3  | 180:00 | 8,33 | 79,5 |
|                                                        |                 |    |    |        |      |      |
| fonte Archiviato il 27 marzo 2019 in Internet Archive. |                 |    |    |        |      |      |